# Alain Le Bussy
Alain Le Bussy (1947 - 14 de outubro de 2010) foi um prolífico escritor belga de ficção científica.
Ele faleceu em outubro de 2010, de complicações decorrentes de uma cirurgia na garganta.